# Tipula (Lunatipula) mallochi
Tipula (Lunatipula) mallochi is een tweevleugelige uit de familie langpootmuggen (Tipulidae). De soort komt voor in het Nearctisch gebied.